# 필례약수
필례약수는 설악산 남서쪽 인제군 인제읍 귀둔리에 있는 약수로 1930년경 이 지방 출신의 사람이 발견하였다고 전해진다. 철분이 많고 위장병, 피부병에 좋다고 알려져 있다. 필례약수는 부르는 이름이 여럿이다. 필례약수, 필예약수, 필레약수 등이 있는데 흔히 필례약수라 한다. 이는 주변 지형이 베 짜는 여자인 필녀(匹女)의 형국이라는 데서 유래하였다. '인제군지(麟蹄郡誌)에 따르면 필례약수가 있는 개울가에 서낭당이 있었다고 하는데 지금은 아름드리 당목(堂木)만이 빈터를 지키고 있다.
현재는 식수 부적합 판정을 받아 가열을 통해 음용할 수 있다.

## 지질
필례약수 일대의 지질은 중생대 백악기 설악산 화강암과 쥐라기 대보 화강암 화강섬록암으로 구성된다. 인근에 금왕 단층과 금왕 단층에서 분리된 필례 단층이 지나간다.

## 같이 보기
- 점봉산
- 설악산
- 한국의 약수 목록
- 인제군의 지질
- 금왕 단층
- 한국의 화강암

## 참고 서적
- '빛깔있는 책들' 한국의 약수